# Зелений Гай (Гомельський район)
Зелений Гай (біл. Зялёны Гай) — селище в Оздзелинській сільраді Гомельського району Гомельської області Білорусі.

## Географія

### Розташування
У 19 км на північний захід від Гомеля, 12 км від залізничної станції Лазурна (на лінії Жлобин — Гомель).

## Транспортна мережа
Поруч автодорога Уваровичі — Гомель. Планування складається з прямолінійної вулиці, орієнтованої з південного сходу на північний захід. Забудова двостороння, дерев'яна, садибного типу.

## Історія
Заснований на початку XX століття переселенцями з сусідніх сіл, в Руденецької волості Гомельського повіту Могильовської губернії. У 1931 році жителі вступили до колгоспу. Під час німецько-радянської війни 18 жителів загинули на фронті. У 1959 році в складі колгоспу імені С. М. Кірова (центр — село Оздзелино).

## Населення

### Чисельність
- 2004 — 35 господарств, 78 жителів.